# Liste des aéroports au Canada (NQ)
Il s'agit d'une liste alphabétique des aéroports et des aérodromes héliport au Canada. Ils sont énumérés dans le format: 
1. Nom de l'aéroport comme indiqué dans l'un des Supplément de vol-Canada (CSA) ou par l'autorité aéroportuaire, éventuellement suivi par d'autres nom,
2. Code OACI (Organisation de l'aviation civile internationale)
3. Code Transports Canada Lieu identifiant (LID TC) : le « TC LID » est le « lieu d'identification » donné par Transports Canada, représentant le nom et le lieu d'un aéroport. C'est une aide de direction pour aider la circulation aérienne, les télécommunications et les programmes d'ordinateur.
4. Code IATA (Association internationale du transport aérien)
5. Communauté et province.

Les aéroports qui font partie du réseau national des aéroports sont en caractères gras. 
Vu sa longueur, la liste a été découpée, voir aussi : 
A - B • 
C - D •
E - G •
H - K •
L - M •
N - Q •
R - S •
T - Z

## N
| Nom de l'aéroport                                           | OACI | TC LID | IATA | Communauté et la province                  |
| ----------------------------------------------------------- | ---- | ------ | ---- | ------------------------------------------ |
| Aéroport de Nahanni Butte                                   |      | CBD6   |      | Nahanni Butte (Territoires du Nord-Ouest)  |
| Hydroaérodrome de Nahanni Butte                             |      | CET8   |      | Nahanni Butte (Territoires du Nord-Ouest)  |
| Aéroport de Nain                                            | CYDP |        | YDP  | Nain (Terre-Neuve-et-Labrador)             |
| Aéroport de Nakina                                          | CYQN |        | YQN  | Nakina (Ontario)                           |
| Hydroaérodrome de Nakina                                    |      | CNE7   |      | Nakina (Ontario)                           |
| Héliport Nakusp (Arrow Lakes Hosp                           |      | CAL2   |      | Nakusp, Colombie-Britannique               |
| Aéroport de Nakusp                                          |      | CAQ5   |      | Nakusp (Colombie-Britannique)              |
| Aérodrome de Nampa/Hockey                                   |      | CNP6   |      | Nampa (Alberta)                            |
| Aéroport de Namur Lake                                      |      | CFB5   |      | Namur Lake (Alberta)                       |
| Hydroaérodrome de Namushka Lodge                            |      | CEP9   |      | Namushka Lodge (Territoires du Nord-Ouest) |
| Héliport de Nanaimo (Regional Hosp)                         |      | CBG5   |      | Nanaimo, Colombie-Britannique              |
| Héliport de Nanaimo (West Coast)                            |      | CNH9   |      | Nanaimo, Colombie-Britannique              |
| Aéroport de Nanaimo                                         | CYCD |        | YCD  | Nanaimo, Colombie-Britannique              |
| Hydroaéroport de Nanaimo Harbour                            |      | CAC8   | ZNA  | Nanaimo Harbour (Colombie-Britannique)     |
| Hydroaéroport de Nanaimo/Long Lake                          |      | CAT3   |      | Nanaimo, Colombie-Britannique              |
| Hydroaérodrome de Nanaimo/Quennell Lake                     |      | CBQ9   |      | Quennell Lake, Colombie-Britannique        |
| Héliport de Naramata                                        |      | CNM6   |      | Naramata (Colombie-Britannique)            |
| Hydroaérodrome de Natashquan (Lac de l'Avion)               |      | CSY8   |      | Natashquan (Québec)                        |
| Aéroport de Natashquan                                      | CYNA |        | YNA  | Natashquan (Québec)                        |
| Aéroport de Natuashish                                      |      | CNH2   |      | Natuashish (Terre-Neuve-et-Labrador)       |
| Aéroport de Neepawa                                         |      | CJV5   |      | Neepawa (Manitoba)                         |
| Aéroport de Neilburg                                        |      | CJV2   |      | Neilburg (Saskatchewan)                    |
| Aéroport de Nejanilini Lake                                 | CYNN |        |      | Nejanilini Lake (Manitoba)                 |
| Aéroport de Nekweaga Bay                                    |      | CKN8   |      | Nekweaga Bay (Saskatchewan)                |
| Aéroport de Nelson                                          | CZNL |        |      | Nelson (Colombie-Britannique)              |
| Hydroaérodrome de Nelson                                    |      | CAD8   |      | Nelson (Colombie-Britannique)              |
| Aéroport de Nemiscau                                        | CYHH |        | YNS  | Nemaska (Québec)                           |
| Aéroport de Nestor Falls                                    |      | CJA5   |      | Nestor Falls (Ontario)                     |
| Hydroaérodrome de Nestor Falls                              |      | CKT3   |      | Nestor Falls (Ontario)                     |
| Hydroaérodrome de Nestor Falls/Sabaskong Bay                |      | CKW3   |      | Nestor Falls (Ontario)                     |
| Aéroport de Neuville                                        |      | CNV9   |      | Neuville, Québec                           |
| New Glasgow (Aberdeen Hospital)                             |      | CNG2   |      | New Glasgow, Nouvelle-Écosse               |
| Hydroaérodrome de New Germany                               |      | CCA2   |      | New Germany, Nouvelle-Écosse               |
| Héliport de New Glasgow (Aberdeen Hospital)                 | CNG2 |        |      | New Glasgow, Nouvelle-Écosse               |
| Héliport de New Liskeard (Temiskaming Hospital)             |      | CNV3   |      | New Liskeard (Ontario)                     |
| Héliport de New Westminster (Royal Columbian Hospital)      |      | CNW9   |      | New Westminster, Colombie-Britannique      |
| Héliport de Niagara Falls                                   |      | CPQ3   |      | Niagara Falls (Ontario)                    |
| Héliport de Niagara Falls (Hôpital Greater Niagara General) | CNG8 |        |      | Niagara Falls, Ontario                     |
| Aéroport de Niagara Falls/Niagara South                     |      | CNF9   |      | Niagara Falls (Ontario)                    |
| Héliport de Nicolet                                         |      | CSK9   |      | Nicolet (Ontario)                          |
| Héliport de Nicolet                                         |      | CSK9   |      | Nicolet (Québec)                           |
| Hydroaérodrome de Nimpo Lake                                |      | CAF8   |      | Nimpo Lake (Colombie-Britannique)          |
| Aéroport de Nipawin                                         | CYBU |        | YBU  | Nipawin (Saskatchewan)                     |
| Hydroaérodrome de Nipawin                                   |      | CKU3   |      | Nipawin (Saskatchewan)                     |
| Héliport de Nipigon (District Memorial Hospital)            |      | CKE9   |      | Nipigon (Ontario)                          |
| Aéroport de Nixon                                           |      | CNX8   |      | Nixon (Ontario)                            |
| Village aéronautique de Nobel/Lumsden                       |      | CNL7   |      | Nobel, Ontario                             |
| Hydroaérodrome de Nobel/Sawdust Bay                         |      | CNT2   |      | Nobel (Ontario)                            |
| Héliport de Nordegg/Ahlstrom                                |      | CEG6   |      | Nordegg (Alberta)                          |
| Aéroport de Norman Wells                                    | CYVQ |        | YVQ  | Norman Wells (Territoires du Nord-Ouest)   |
| Hydroaérodrome de Norman Wells                              |      | CEU8   |      | Norman Wells (Territoires du Nord-Ouest)   |
| Aéroport de North Battleford                                | CYQW |        | YQW  | North Battleford, Saskatchewan             |
| Hydroaérodrome de North Bay                                 |      | CNH7   |      | North Bay (Ontario)                        |
| Aéroport de North Bay/Jack Garland (Aéroport North Bay)     | CYYB |        | YYB  | North Bay (Ontario)                        |
| Héliport de North Bay (North Bay Regional Health Centre)    |      | CNB3   |      | North Bay (Ontario)                        |
| Aéroport North Peace (Aéroport Fort St. John)               | CYXJ |        | YXJ  | Fort St. John (Colombie-Britannique)       |
| Aéroport de North Seal River                                |      | CEG8   |      | North Seal River (Manitoba)                |
| Aéroport de North Spirit Lake                               |      | CKQ3   | YNO  | North Spirit Lake (Ontario)                |
| Aéroport de Northwest Regional                              | CYXT |        | YXT  | Terrace and Kitimat (Colombie-Britannique) |
| Aéroport de Norway House                                    | CYNE |        | YNE  | Norway House (Manitoba)                    |
| Hydroaérodrome de Norway House                              |      | CKY3   |      | Norway House (Manitoba)                    |
| Aéroport de Nueltin Lake                                    |      | CNL9   |      | Nueltin Lake (Manitoba)                    |

## O
| Nom de l'aéroport                                                                            | OACI | TC LID | IATA | Communauté et la province                               |
| -------------------------------------------------------------------------------------------- | ---- | ------ | ---- | ------------------------------------------------------- |
| Aéroport Oak Hammock Air Park                                                                |      | CAV9   |      | Oak Hammock Air Park (Manitoba)                         |
| Héliport Oakville (Trafalgar Memorial Hospital)                                              |      | CPE8   |      | Oakville (Ontario)                                      |
| Aéroport Obre Lake/North of Sixty                                                            |      | CKV4   | YDW  | North of Sixty Fishing Camps, Territoires du Nord-Ouest |
| Hydroaérodrome d'Obre Lake/North of Sixty                                                    |      | CKP8   |      | North of Sixty Fishing Camps, Territoires du Nord-Ouest |
| Hydroaérodrome d'Ocean Falls                                                                 |      | CAH2   | ZOF  | Ocean Falls (Colombie-Britannique)                      |
| Aérodrome d'Odessa/Strawberry Lakes                                                          |      | CSL7   |      | Odessa (Saskatchewan)                                   |
| Aérodrome d'Ogilvie                                                                          |      | CFS4   |      | Ogilvie River (Yukon)                                   |
| Aéroport d'Ogoki Post                                                                        |      | CNT3   | YOG  | Ogoki Post (Ontario)                                    |
| Aérodrome d'Oie Lake/Dougall Campbell Field                                                  |      | CDC5   |      | Oie Lake, Colombie-Britannique                          |
| Aéroport d'Old Crow                                                                          | CYOC |        | YOC  | Old Crow (Yukon)                                        |
| Héliport d'Olds (Hospital)                                                                   |      | CFU9   |      | Olds (Alberta)                                          |
| Aéroport d'Olds (Netook)                                                                     |      | CFK6   |      | Olds (Alberta)                                          |
| Aéroport d'Olds-Didsbury                                                                     |      | CEA3   |      | Olds, Didsbury (Alberta)                                |
| Aérodrome d'Olds/North 40 Ranch                                                              |      | CTY4   |      | Olds, Alberta                                           |
| Aéroport d'Oliver                                                                            |      | CAU3   |      | Oliver (Colombie-Britannique)                           |
| Aéroport de 100 Mile House                                                                   |      | CAV3   |      | 100 Mile House (Colombie-Britannique)                   |
| Aéroport de 108 Mile Ranch (en)                                                              | CZML |        | ZMH  | 108 Mile Ranch (Colombie-Britannique)                   |
| Aéroport Opapimiskan Lake                                                                    |      | CKM8   |      | Opapimiskan Lake (Ontario)                              |
| Aérodrome Orangeville/Brundle Field                                                          |      | COB4   |      | Orangeville (Ontario)                                   |
| Aéroport Orangeville/Castlewood Field                                                        |      | CPV2   |      | Orangeville (Ontario)                                   |
| Héliport Orangeville (Headwaters Healthcare Centre)                                          |      | CHW2   |      | Orangeville, Ontario                                    |
| Héliport Orillia (Ontario Provincial Police)                                                 |      | COP2   |      | Orillia, Ontario                                        |
| Aéroport Orillia                                                                             |      | CNJ4   |      | Orillia, Ontario                                        |
| Hydroaérodrome Orillia/Lake St John                                                          |      | CNV6   |      | Orillia, Ontario                                        |
| Hydroaérodrome Orillia/Matchedash Lake                                                       |      | CPU5   |      | Orillia, Ontario                                        |
| Aéroport Orton/Smith Field                                                                   |      | CPS7   |      | Orton (Ontario)                                         |
| Aéroport Toronto/Oshawa Muni                                                                 | CYOO |        | YOO  | Oshawa, Ontario                                         |
| Aéroport Osoyoos                                                                             |      | CBB9   |      | Osoyoos (Colombie-Britannique)                          |
| Aéroport Ospika                                                                              |      | CBA9   |      | Ospika (Colombie-Britannique)                           |
| Aérodrome Ottawa/Casselman (Shea Field)                                                      |      | CSF7   |      | Ottawa, Ontario                                         |
| Héliport Ottawa (Children's Hospital)                                                        |      | CPK7   |      | Ottawa, Ontario                                         |
| Héliport Ottawa (Civic Hospital)                                                             |      | CPP7   |      | Ottawa, Ontario                                         |
| Aéroport international Macdonald-Cartier d'Ottawa (Aéroport International Macdonald-Cartier) | CYOW |        | YOW  | Ottawa, Ontario                                         |
| Aéroport Ottawa/Carp (Aéroport Carp)                                                         | CYRP |        | YRP  | Carp (Ontario)                                          |
| Héliport Ottawa/Dwyer Hill                                                                   | CYDH |        |      | Ottawa, Ontario                                         |
| Héliport Ottawa/Gatineau (Casino)                                                            |      | CTA9   |      | Gatineau, Québec                                        |
| Aérodrome Ottawa/Embrun                                                                      |      | CPR2   |      | Embrun (Ontario)                                        |
| Aéroport Ottawa/Gatineau (Aéroport Gatineau-Ottawa Executif)                                 | CYND |        | YND  | Gatineau, Québec                                        |
| Hydroaérodrome Ottawa/Gatineau                                                               |      | CTI3   |      | Gatineau, Québec                                        |
| Aérodrome Ottawa/Manotick (Hope Field)                                                       |      | CHF2   |      | Manotick (Ontario)                                      |
| Aéroport Ottawa/Rockcliffe (Aéroport Rockcliffe)                                             | CYRO |        | YRO  | Ottawa, Ontario                                         |
| Hydroaérodrome Ottawa/Rockcliffe                                                             |      | CTR7   |      | Ottawa, Ontario                                         |
| Héliport Ottawa (Hôpital Winchester District Memorial)                                       |      | CWH4   |      | Winchester, Ontario                                     |
| Aéroport Otter Lake                                                                          |      | CJV4   |      | Missinipe (Saskatchewan)                                |
| Hydroaérodrome Otter Lake                                                                    |      | CKB4   |      | Otter Lake (Saskatchewan)                               |
| Aéroport Outlook                                                                             |      | CKR9   |      | Outlook (Saskatchewan)                                  |
| Aéroport Owen Sound/Billy Bishop Regional (Aéroport Billy Bishop Regional)                   | CYOS |        | YOS  | Owen Sound, Ontario                                     |
| Aérodrome Owen Sound (Cook Field)                                                            |      | CCK5   |      | Owen Sound, Ontario                                     |
| Héliport Owen Sound (Grey Bruce Health Services)                                             |      | CNK6   |      | Owen Sound, Ontario                                     |
| Aéroport d'Oxbow                                                                             |      | CJW2   |      | Oxbow (Saskatchewan)                                    |
| Aéroport d'Oxford House                                                                      | CYOH |        | YOH  | Oxford House (Manitoba)                                 |
| Aéroport municipal d'Oyen                                                                    |      | CED3   |      | Oyen (Alberta)                                          |

## P
| Nom de l'aéroport                                                                                 | OACI | TC LID | IATA                                 | Communauté et la province                   |
| ------------------------------------------------------------------------------------------------- | ---- | ------ | ------------------------------------ | ------------------------------------------- |
| Héliport Palmerston (District Hospital)                                                           |      | CPA3   |                                      | Palmerston (Ontario)                        |
| Aéroport Palmerston                                                                               |      | CPR3   |                                      | Palmerston (Ontario)                        |
| Aéroport Pangman                                                                                  |      | CKC9   |                                      | Pangman (Saskatchewan)                      |
| Aéroport Pangnirtung                                                                              | CYXP |        | YXP                                  | Pangnirtung (Nunavut)                       |
| Hydroaérodrome Parc de la Vérendrye (Le Domaine)                                                  |      | CSB9   |                                      | Lac Jean-Péré (Québec)                      |
| Hydroaérodrome Parc Gatineau                                                                      |      | CSD9   |                                      | Lac des Loups (Québec)                      |
| Aéroport Parent                                                                                   | CYPP |        |                                      | Parent (Québec)                             |
| Hydroaérodrome Parent                                                                             |      | CSE9   |                                      | Parent (Québec)                             |
| Aéroport Parry Sound Area Municipal                                                               |      | CNK4   | YPD                                  | Parry Sound (Ontario)                       |
| Hydroaérodrome Parry Sound Harbour                                                                |      | CPS1   |                                      | Parry Sound (Ontario)                       |
| Héliport Parry Sound Medical                                                                      |      | CRS2   |                                      | Parry Sound (Ontario)                       |
| Hydroaérodrome Parry Sound/Deep Bay                                                               |      | CPT8   |                                      | Parry Sound (Ontario)                       |
| Hydroaérodrome Parry Sound/Derbyshire Island                                                      |      | CDS6   |                                      | Parry Sound (Ontario)                       |
| Hydroaérodrome Parry Sound/Frying Pan Island-Sans Souci                                           |      | CPS9   |                                      | Parry Sound (Ontario)                       |
| Hydroaérodrome Parry Sound/Huron Island                                                           |      | CPS8   |                                      | Parry Sound (Ontario)                       |
| Hydroaérodrome Parry Sound/St. Waleran Island                                                     |      | CPD6   |                                      | Parry Sound (Ontario)                       |
| Aéroport Patuanak                                                                                 |      | CKB2   |                                      | Patuanak (Saskatchewan)                     |
| Aéroport Paulatuk                                                                                 | CYPC |        | YPC                                  | Paulatuk (Territoires du Nord-Ouest)        |
| Hydroaérodrome Paulatuk                                                                           |      | CEW8   |                                      | Paulatuk (Territoires du Nord-Ouest)        |
| Hydroaérodrome Pays Plat                                                                          |      | CNM7   |                                      | Pays Plat (Ontario)                         |
| Aéroport Peace River                                                                              | CYPE |        | YPE                                  | Peace River (Alberta)                       |
| Aéroport Pearson (Aéroport international Lester B. Pearson)                                       | CYYZ |        | YYZ                                  | Toronto, Ontario                            |
| Aéroport Peawanuck                                                                                | CYPO |        | YPO                                  | Peawanuck (Ontario)                         |
| Aérodrome Peggo Devon Canada                                                                      |      | CPD7   |                                      | Peggo, Colombie-Britannique                 |
| Aéroport Pelee Island                                                                             | CYPT |        |                                      | Pelée (Ontario)                             |
| Aéroport Pelican                                                                                  |      | CFT8   |                                      | Wabasca Oil Field, Alberta                  |
| Aéroport Pelican Narrows                                                                          |      | CJW4   |                                      | Pelican Narrows (Saskatchewan)              |
| Hydroaérodrome Pelican Narrows                                                                    |      | CKE4   |                                      | Pelican Narrows (Saskatchewan)              |
| Aéroport Pelly Crossing                                                                           |      | CFQ6   |                                      | Pelly Crossing (Yukon)                      |
| Aérodrome Pemberton                                                                               | CYPS |        |                                      | Pemberton (Colombie-Britannique)            |
| Héliport Pembroke (Regional Hospital)                                                             |      | CNG5   |                                      | Pembroke (Ontario)                          |
| Aéroport Pembroke                                                                                 | CYTA |        | YTA                                  | Pembroke (Ontario)                          |
| Hydroaérodrome Pender Harbour                                                                     |      | CAG8   | YPT                                  | Pender Harbour (Colombie-Britannique)       |
| Aéroport Pendleton                                                                                |      | CNF3   |                                      | Pendleton (Ontario)                         |
| Aéroport régional de Penticton (Aéroport Penticton, Aéroport Penticton (South Okanagan Regional)) | CYYF |        | YYF                                  | Penticton, Colombie-Britannique             |
| Hydroaérodrome Penticton                                                                          |      | CAH8   |                                      | Penticton, Colombie-Britannique             |
| Hydroaérodrome Perry Lake                                                                         |      | CPT6   |                                      | Perry Lake (Ontario)                        |
| Héliport Perth (Great War Memorial Hospital)                                                      |      | CNC9   |                                      | Perth (Ontario)                             |
| Aéroport Petawawa                                                                                 | CYWA |        | YWA                                  | Petawawa (Ontario)                          |
| Héliport Peterborough Regional Health Centre                                                      |      | CNU3   |                                      | Peterborough, Ontario                       |
| Aéroport Peterborough                                                                             | CYPQ |        | YPQ                                  | Peterborough (Ontario)                      |
| Aéroport Pickle Lake                                                                              | CYPL |        | YPL                                  | Pickle Lake (Ontario)                       |
| Hydroaérodrome Pickle Lake                                                                        |      | CKG4   |                                      | Pickle Lake (Ontario)                       |
| Aéroport Picton                                                                                   |      | CNT7   |                                      | Picton (Ontario)                            |
| Héliport Picton (Hôpital Prince Edward County)                                                    |      | CPE7   |                                      | Picton, Ontario                             |
| Aéroport Pikangikum                                                                               | CYPM |        | YPM                                  | Pikangikum (Ontario)                        |
| Hydroaérodrome Pikangikum                                                                         |      | CKH4   |                                      | Pikangikum (Ontario)                        |
| Aéroport Pikwitonei                                                                               | CZMN |        | PIW                                  | Pikwitonei (Manitoba)                       |
| Aéroport Pilot Butte                                                                              |      | CPB5   |                                      | Pilot Butte (Saskatchewan)                  |
| Héliport Pincher Creek (Hospital)                                                                 |      | CPR8   |                                      | Pincher Creek (Alberta)                     |
| Aéroport Pincher Creek                                                                            | CZPC |        |                                      | Pincher Creek (Alberta)                     |
| Aéroport Pine Dock/Jack Pine Resort Ltd                                                           |      | CKQ9   |                                      | Pine Dock (Manitoba)                        |
| Hydroaérodrome Pine Dock                                                                          |      | CKT8   |                                      | Pine Dock (Manitoba)                        |
| Aéroport Pinehouse Lake                                                                           | CZPO |        |                                      | Pinehouse Lake (Saskatchewan)               |
| Aérodrome Daughney                                                                                |      | CFY5   |                                      | Pine Lake (Yukon)                           |
| Aéroport Piney Pinecreek Border (Aéroport Pinecreek/Piney Pinecreek Border USA)                   |      | 48Y    |                                      | Pine Creek, Minnesota, Piney (Manitoba)     |
| Aérodrome Pintendre                                                                               | CPT9 |        |                                      | Pintendre, Québec                           |
| Aéroport Pitt Meadows (Aéroport Pitt Meadows Regional)                                            | CYPK |        | YPK                                  | Pitt Meadows, Colombie-Britannique          |
| Hydroaérodrome Pitt Meadows                                                                       |      | CAJ8   |                                      | Pitt Meadows, Colombie-Britannique          |
| Aérodrome Plattsville (Lubitz Flying Field)                                                       |      | CLB2   |                                      | Plattsville, Ontario                        |
| Aéroport Plevna/Tomvale                                                                           |      | CNA9   |                                      | Plevna (Ontario)                            |
| Aéroport Points North Landing                                                                     | CYNL |        | YNL                                  | Points North Landing (Saskatchewan)         |
| Hydroaérodrome Points North Landing                                                               |      | CKC2   |                                      | Points North Landing (Saskatchewan)         |
| Aéroport Pokemouche                                                                               |      | CDA4   | N/A                                  | Pokemouche (Nouveau-Brunswick)              |
| Aéroport Pond Inlet                                                                               | CYIO |        | YIO                                  | Pond Inlet (Nunavut)                        |
| Héliport Ponoka (Hospital & Care Centre)                                                          |      | CHC4   |                                      | Ponoka (Alberta)                            |
| Aéroport Ponoka Industrial (Labrie Field)                                                         |      | CEH3   |                                      | Ponoka (Alberta)                            |
| Village aéronautique Pontiac                                                                      |      | CPN2   |                                      | Pontiac (Québec)                            |
| Village aéronautique Hydroaérodrome Pontiac                                                       |      | CPC7   |                                      | Pontiac (Québec)                            |
| Aéroport Poplar Hill                                                                              |      | CPV7   | YHP                                  | Poplar Hill (Ontario)                       |
| Aéroport Poplar River                                                                             | CZNG |        | XPP                                  | Poplar River (Manitoba)                     |
| Aéroport Porcupine Plain                                                                          |      | CKD2   |                                      | Porcupine Plain (Saskatchewan)              |
| Aéroport Port Alberni (Alberni Valley Regional)                                                   |      | CBS8   | YPB                                  | Port Alberni, Colombie-Britannique          |
| Héliport Port Alberni (West Coast General Hospital)                                               |      | CBK5   |                                      | Port Alberni, Colombie-Britannique          |
| Hydroaérodrome Port Alberni                                                                       |      | CPW9   |                                      | Port Alberni, Colombie-Britannique          |
| Héliport Port Alberni/Sproat Lake Tanker Base                                                     |      | CBT9   |                                      | Port Alberni, Colombie-Britannique          |
| Hydroaérodrome Port Alberni/Sproat Lake                                                           |      | CAA9   |                                      | Port Alberni, Colombie-Britannique          |
| Héliport Port Alice (Hospital)                                                                    |      | CBB5   |                                      | Port Alice (Colombie-Britannique)           |
| Hydroaérodrome Port Alice/Rumble Beach                                                            |      | CAL8   |                                      | Port Alice (Colombie-Britannique)           |
| Aéroport Port au Choix                                                                            |      | CCM4   |                                      | Port au Choix (Terre-Neuve-et-Labrador)     |
| Aéroport Port Carling                                                                             | CPC2 |        |                                      | Port Carling, Ontario                       |
| Hydroaérodrome Port Carling/Butterfly Lake                                                        |      | CPY8   |                                      | Port Carling (Ontario)                      |
| Hydroaérodrome Port Carling/Lake Joseph                                                           |      | CLJ2   |                                      | Lake Joseph, Ontario                        |
| Aéroport Port Colborne                                                                            |      | CPE5   |                                      | Port Colborne (Ontario)                     |
| Aéroport Port Elgin                                                                               |      | CNL4   |                                      | Port Elgin (Ontario)                        |
| Héliport de Port Hardy (Hospital)                                                                 |      | CBS5   |                                      | Port Hardy (Colombie-Britannique)           |
| Aéroport de Port Hardy                                                                            | CYZT |        | YZT                                  | Port Hardy (Colombie-Britannique)           |
| Hydroaérodrome de Port Hardy                                                                      |      | CAW5   |                                      | Port Hardy (Colombie-Britannique)           |
| Aéroport Port Hawkesbury                                                                          | CYPD |        | YPS                                  | Port Hawkesbury, Nouvelle-Écosse            |
| Aérodrome Port Hope (Peter's Field)                                                               |      | CPH3   |                                      | Port Hope (Ontario)                         |
| Aéroport Port Hope Simpson                                                                        |      | CCP4   | YHA                                  | Port Hope Simpson (Terre-Neuve-et-Labrador) |
| Hydroaérodrome Port Loring                                                                        |      | CNQ7   |                                      | Port Loring (Ontario)                       |
| Héliport Port McNeill (Hospital)                                                                  |      | CBM9   |                                      | Port McNeill (Colombie-Britannique)         |
| Aéroport Port McNeill                                                                             |      | CAT5   | YMP                                  | Port McNeill (Colombie-Britannique)         |
| Hydroaérodrome Port McNeill                                                                       |      | CAM8   |                                      | Port McNeill (Colombie-Britannique)         |
| Aéroport Port Perry/Hoskin                                                                        | CPP3 |        |                                      | Port Perry, Ontario                         |
| Héliport Port Perry (Community Memorial Hospital)                                                 |      | CPX6   |                                      | Port Perry (Ontario)                        |
| Hydroaérodrome Port Simpson                                                                       |      | CAN8   | YPI                                  | Port Simpson (Colombie-Britannique)         |
| Hydroaérodrome Port Stanton/Sparrow Lake                                                          |      | CNX7   |                                      | Port Stanton (Ontario)                      |
| Hydroaérodrome Port Washington                                                                    |      | CAP8   |                                      | Port Washington (Colombie-Britannique)      |
| Aéroport Portage La Prairie (North)                                                               |      | CJZ2   |                                      | Portage la Prairie, Manitoba                |
| Aéroport Portage La Prairie/Southport                                                             | CYPG |        | YPG                                  | Portage la Prairie, Manitoba                |
| Hydroaérodrome Portage Lake                                                                       |      | CND9   |                                      | Portage Lake (Ontario)                      |
| Aéroport Porters Lake                                                                             |      | CCF4   |                                      | Porters Lake, Nouvelle-Écosse               |
| Hydroaérodrome Porters Lake                                                                       |      | CDD2   |                                      | Porters Lake, Nouvelle-Écosse               |
| Aéroport Port-Menier                                                                              | CYPN |        | YPN                                  | Port-Menier (Québec)                        |
| Héliport Poste Lemoyne (Complex LG-3)                                                             |      | CSY6   |                                      | Poste Lemoyne (Québec)                      |
| Aéroport Poste Montagnais (Mile 134)                                                              |      | CSF3   |                                      | Poste Montagnais (Québec)                   |
| Aéroport Postville                                                                                |      | CCD4   | YSO                                  | Postville (Terre-Neuve-et-Labrador)         |
| Aérodrome Pourvoirie Mirage                                                                       |      | CPM3   |                                      | Mirage Lodge, Trans-Taiga Road, Québec      |
| Aérodrome Poverty Valley                                                                          |      | CPV9   |                                      | Poverty Valley (Saskatchewan)               |
| Hydroaérodrome Powell Lake                                                                        |      | CAQ8   | WPL                                  | Powell Lake (Colombie-Britannique)          |
| Héliport Powell River (Hospital)                                                                  |      | CPW8   |                                      | Powell River (Colombie-Britannique)         |
| Aéroport Powell River                                                                             | CYPW |        | YPW                                  | Powell River (Colombie-Britannique)         |
| Aéroport Prairie Creek                                                                            |      | CBH4   |                                      | Prairie Creek (Territoires du Nord-Ouest)   |
| Aéroport Preeceville                                                                              |      | CJK9   |                                      | Preeceville (Saskatchewan)                  |
| Aéroport Primrose                                                                                 | CFN6 |        |                                      | Primrose, Alberta                           |
| Héliport Prince Albert (Fire Centre)                                                              |      | CAL6   |                                      | Prince Albert, Saskatchewan                 |
| Aéroport Prince Albert (Glass Field)                                                              | CYPA |        | YPA                                  | Prince Albert (Saskatchewan)                |
| Héliport Prince George (Pacific Western Helicopters)                                              |      | CBG8   |                                      | Prince George (Colombie-Britannique)        |
| Héliport Prince George (Otway/Rahier Field)                                                       | COW2 |        | Prince George (Colombie-Britannique) |                                             |
| Aéroport de Prince George                                                                         | CYXS |        | YXS                                  | Prince George (Colombie-Britannique)        |
| Héliport de Prince Rupert (Hydro)                                                                 |      | CBU4   |                                      | Prince Rupert (Colombie-Britannique)        |
| Aéroport de Prince Rupert                                                                         | CYPR |        | YPR                                  | Prince Rupert (Colombie-Britannique)        |
| Hydroaérodrome de Prince Rupert/Digby Island                                                      |      | CAN6   |                                      | Prince Rupert (Colombie-Britannique)        |
| Héliport de Prince Rupert (Hydro)                                                                 |      | CBU4   |                                      | Prince Rupert (Colombie-Britannique)        |
| Héliport de Prince Rupert/Seal Cove (Coast Guard)                                                 |      | CBY5   |                                      | Prince Rupert (Colombie-Britannique)        |
| Héliport de Prince Rupert/Seal Cove (Public)                                                      |      | CBF6   |                                      | Prince Rupert (Colombie-Britannique)        |
| Hydroaérodrome de Prince Rupert/Seal Cove                                                         | CZSW |        | ZSW                                  | Prince Rupert (Colombie-Britannique)        |
| Aérodrome de Princeton                                                                            | CYDC |        |                                      | Princeton (Colombie-Britannique)            |
| Aéroport de Provost                                                                               |      | CEH6   |                                      | Provost (Alberta)                           |
| Aéroport de Pukatawagan                                                                           | CZFG |        | XPK                                  | Pukatawagan                                 |
| Hydroaérodrome de Pukatawagen                                                                     |      | CKP4   |                                      | Pukatawagan (Manitoba)                      |
| Aéroport de Puntzi Mountain                                                                       | CYPU |        | YPU                                  | Puntzi Mountain (Colombie-Britannique)      |
| Aéroport de Puvirnituq                                                                            | CYPX |        |                                      | Puvirnituq (Québec)                         |

## Q
| Nom de l'aéroport                                                                        | OACI | TC LID | IATA | Communauté et la province                   |
| ---------------------------------------------------------------------------------------- | ---- | ------ | ---- | ------------------------------------------- |
| Aéroport Qikiqtarjuaq                                                                    | CYVM |        | YVM  | Qikiqtarjuaq (Nunavut)                      |
| Aéroport Qualicum Beach                                                                  |      | CAT4   | XQU  | Qualicum Beach (Colombie-Britannique)       |
| Aéroport Quamichan Lake (Raven Field)                                                    |      | CML2   |      | Quamichan Lake (Colombie-Britannique)       |
| Aéroport Quaqtaq                                                                         | CYHA |        | YQC  | Quaqtaq (Québec)                            |
| Héliport Québec (Garde côtière)                                                          |      | CTJ2   |      | Québec (Québec)                             |
| Héliport Québec/Beauport (HQ)                                                            |      | CTS2   |      | Québec (Québec)                             |
| Héliport Québec/Capitale Hélicoptère                                                     |      | CCH7   |      | Québec, Québec                              |
| Héliport Québec/Hôpital de L'Enfant-Jésus                                                |      | CTJ5   |      | Québec (Québec)                             |
| Aéroport international Jean-Lesage de Québec (Aéroport Québec/Jean Lesage International) | CYQB |        | YQB  | Québec (Québec)                             |
| Hydroaéroport Québec/Lac Saint-Augustin                                                  |      | CSN8   |      | Québec (Québec)                             |
| Hydroaéroport Queen Charlotte City                                                       |      | CAQ6   |      | Queen Charlotte City (Colombie-Britannique) |
| Aéroport Queensville (Village aéronautique Rollick)                                      | CRA2 |        |      | Queensville, Ontario                        |
| Quesnel (G. R. Baker Memorial Hospital)                                                  |      | CAZ4   |      | Quesnel (Colombie-Britannique)              |
| Aéroport Quesnel                                                                         | CYQZ |        | YQZ  | Quesnel (Colombie-Britannique)              |
| Aéroport Quesnel Lake                                                                    |      | CBK6   |      | Quesnel Lake (Colombie-Britannique)         |
| Aéroport Quilchena                                                                       |      | CBT6   |      | Quilchena (Colombie-Britannique)            |
| Aéroport Quill Lake                                                                      |      | CKE2   |      | Quill Lake (Saskatchewan)                   |